# Șenderivka, Korsun-Șevcenkivskîi
Șenderivka (în ucraineană Шендерівка) este localitatea de reședință a comunei Șenderivka din raionul Korsun-Șevcenkivskîi, regiunea Cerkasî, Ucraina.

## Demografie
Componența lingvistică a localității Șenderivka
     Ucraineană (97,69%)
     Rusă (2,1%)
     Alte limbi (0,22%)
Conform recensământului din 2001, majoritatea populației localității Șenderivka era vorbitoare de ucraineană (97,69%), existând în minoritate și vorbitori de rusă (2,1%).

## Legături externe
- pl Szenderówka 2.), Sz., mtko nad rzką Borowicą în Dicționarul geografic al Regatului Poloniei și al altor țări slave, volum XI (Sochaczew — Szlubowska Wola) 1890